# Kehlhof Ermatingen

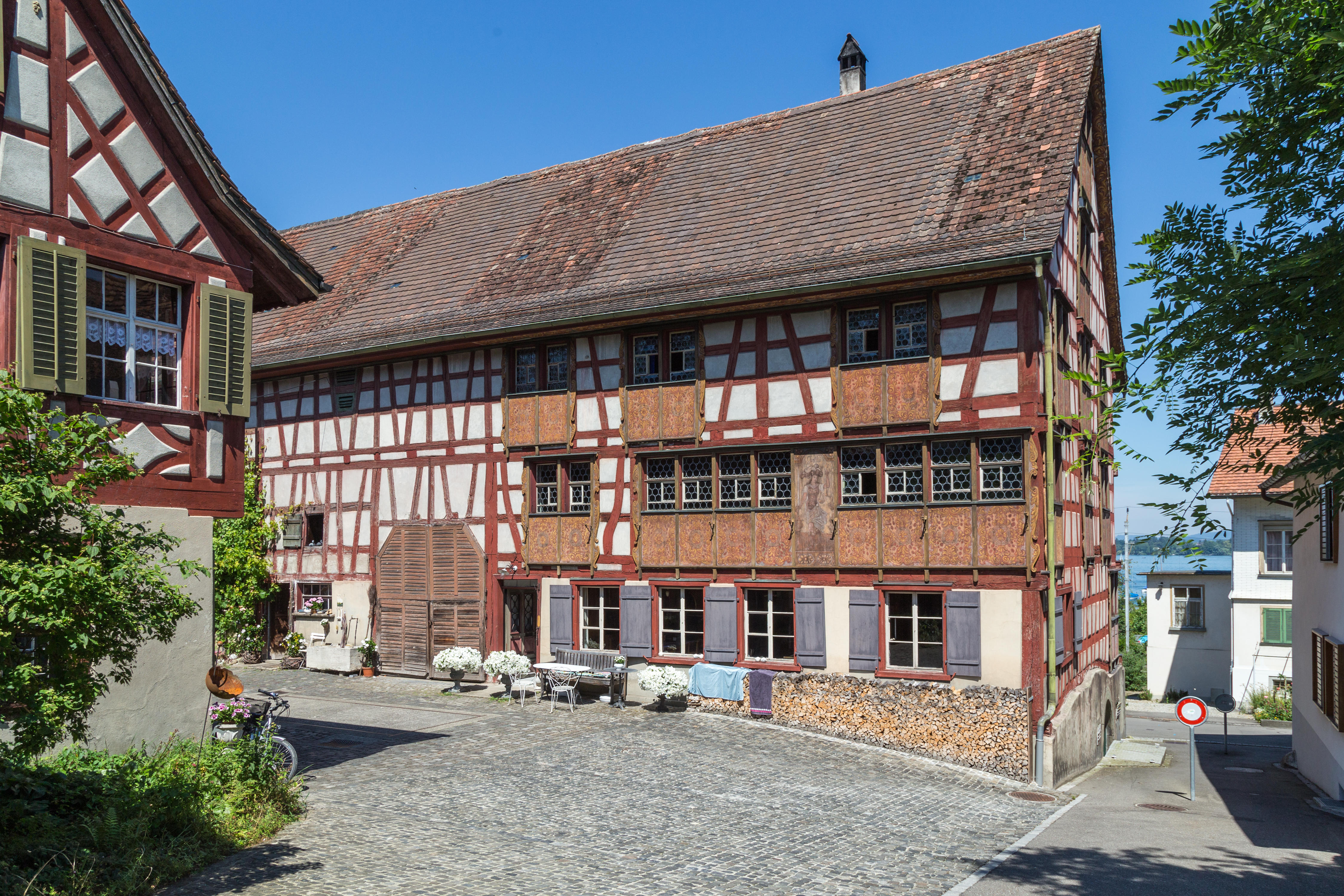
Kehlhof, Süd-/Südost-Ansicht

Der Kehlhof in Ermatingen (Kanton Thurgau, Schweiz) ist ein 1694 errichteter Kehlhof. Er ist als Riegelbau ausgeführt und enthält eine Gerichtsstube. Der Ermatinger Kehlhof ist als Objekt von nationaler Bedeutung im Schweizerischen Inventar der Kulturgüter aufgeführt.

## Geschichte
Bereits im 14. Jahrhundert wurde ein Kehlhof in Ermatingen urkundlich erwähnt. Das heutige Gebäude wurde 1694 durch den Bürgermeister Ammann erbaut und 1811 erweitert. In den Jahren 1971 bis 1976 wurde der Kehlhof umfassend renoviert und im Jahr 2001 mit dem Thurgauer Heimatschutzpreis ausgezeichnet.
Der Ermatinger Kehlhof war seit dem Mittelalter bis 1798 der lokale Verwaltungssitz der Grundherrschaft, welche beim Kloster Reichenau lag. Er diente als Ablieferungsort für den Zehnten und als Ort der Rechtsprechung für die niedere Gerichtsbarkeit.

## Gerichtsstube

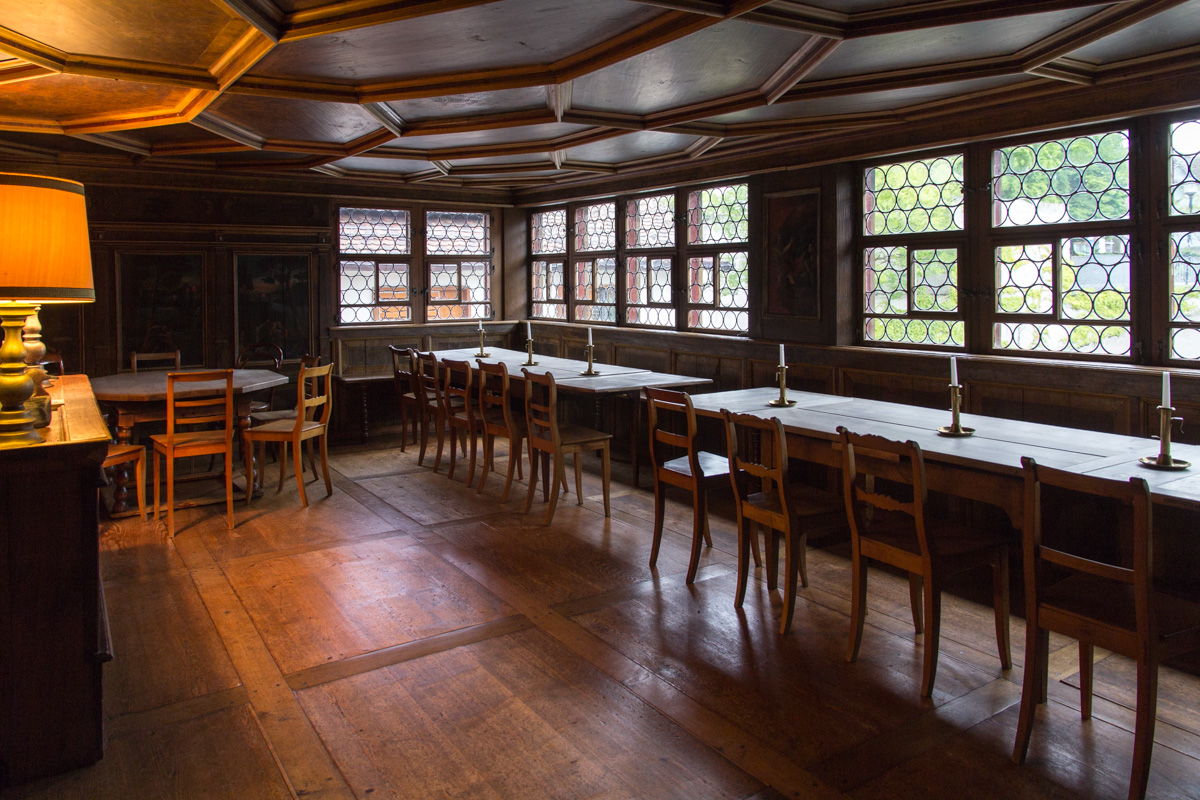
Gerichtsstube im 1. Stock des Kehlhofs

Die historische Gerichtsstube im ersten Stock ist mit einem Dutzend Gemälden geschmückt, die Szenen aus dem Alten Testament zeigen.

## Sammlung Emil Ammann
Die Scheune des Kehlhofs beherbergt das Schaudepot der Sammlung Emil Ammann mit bäuerlichen und handwerklichen Gerätschaften aus dem 19. und 20. Jahrhundert.